# 后周皇陵
后周皇陵位于中华人民共和国河南省新郑市北约十八公里的郭店镇，为五代十国时期后周王朝的皇陵遗址。现存陵墓四座，分别为嵩陵、庆陵、顺陵和惠陵。

## 嵩陵

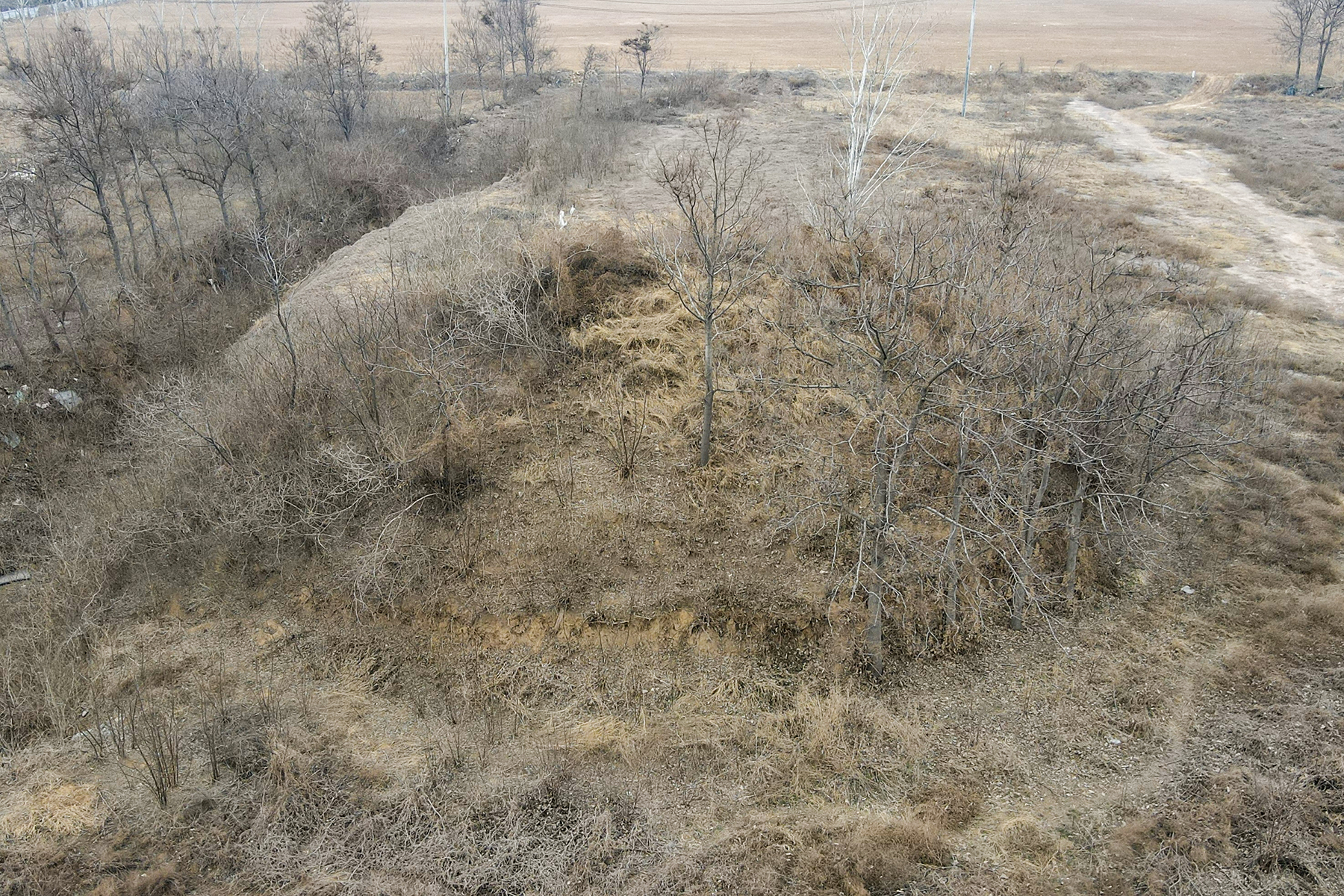
嵩陵

嵩陵为后周太祖郭威墓，位于郭店镇高家村北500米处。后周显德元年（954年），郭威因疾去世，同年四月葬于此。现存冢高10米，周长105米。据《旧五代史·周书·太祖纪》载，郭威临死前多次告诫晋王柴荣说：“我若不起此疾，汝即速治山陵……亦不得用石人石兽，只立一石记之，镌字云：‘大周天子临晏驾，与嗣帝约，缘平生好俭素，只令著瓦棺纸衣葬’。若违此言，阴灵不相助。”从陵前遗存看，嵩陵墓葬规模较小，仅石碑一座，确实无石雕俑群。

## 庆陵

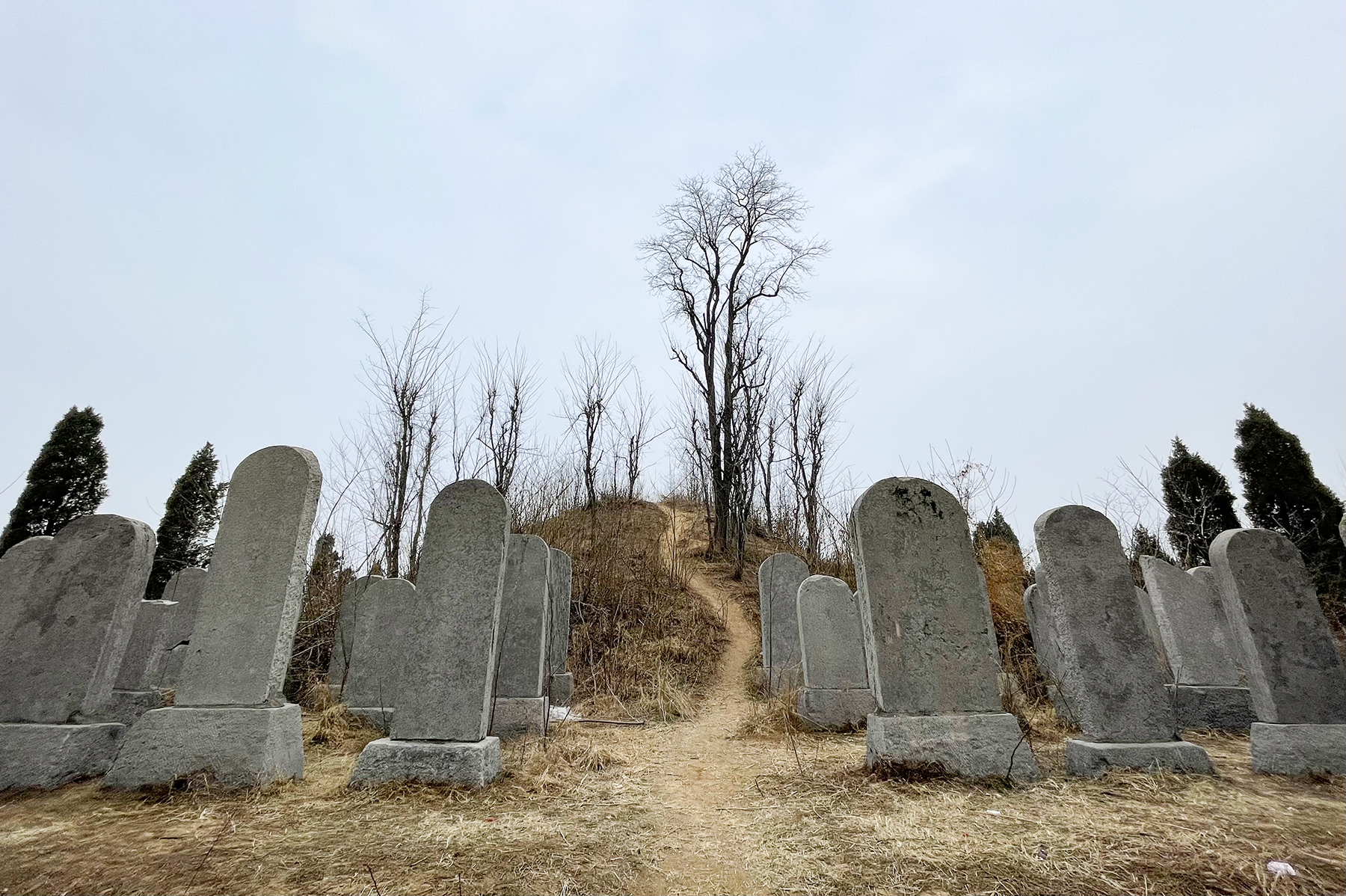
庆陵

庆陵为后周世宗柴荣墓，位于郭店北约半公里的陵上村西。庆陵冢高约20米，周长约105米。陵园平面正方形，边长约200米，面积约4公顷，四周砖墙高约2米，陵园南大门高约4米，宽约3米，其左右各有一小门。大门朝南，院内有神道，宽3米，长80米，直达墓前。墓前设有方形祭坛，高约1米。附近有石碑44座，文化大革命时期部分石碑被砸毁，现尚存33通石碑。其中最早的是明宣德元年（1426年）所立，最晚的立于清宣统元年（1909年）。碑文内容均为赞颂世宗的功绩。2001年，新郑市人民政府对庆陵进行维修，将33通石碑挖出重新竖立，又立一神道碑，上刻“周世宗陵”，墓前广植柏树并竖立保护标志，墓四周栽保护界桩。

## 惠陵
惠陵为后周世宗貞惠皇后劉氏墓，与庆陵同位于陵上村。顯德四年（957年）四月，柴榮加封劉氏為皇后，諡號為貞惠皇后，皇陵稱惠陵。现存墓冢高约3米，周长约30米。其形制与顺陵相同。

## 顺陵

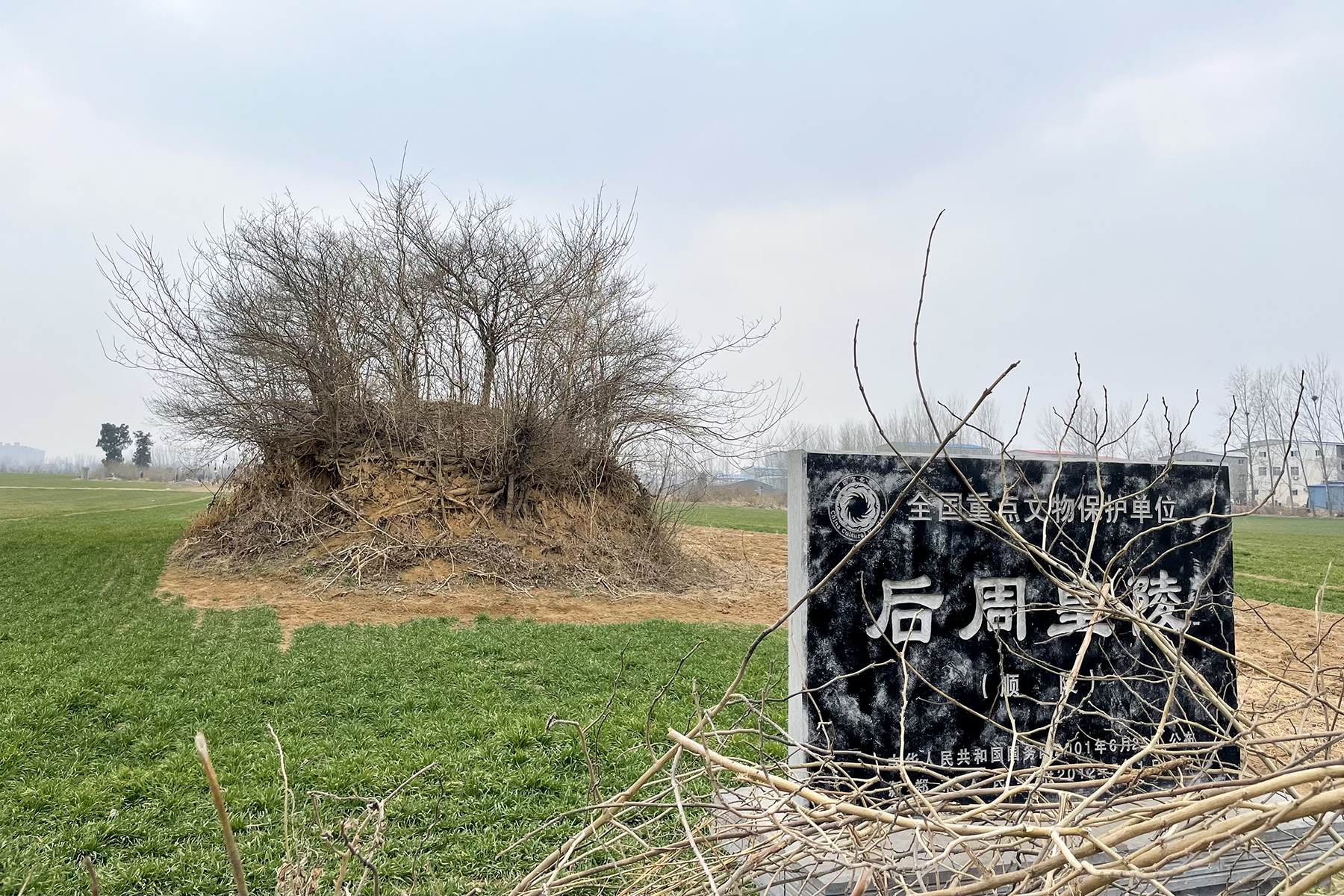
顺陵

顺陵为后周恭帝柴宗训墓，在陵上村东北约200米处。柴宗训为周世宗柴荣第四子，显德六年（959年）即位，时年7岁，无能治国。立八个月，因殿前都点检赵匡胤发动陈桥兵变而逊位，降封郑王。北宋开宝六年（973年），柴宗训崩于房陵（今湖北房县），享年21岁，同年葬此。顺陵冢高约4米，周长约40米，除封土外，无其他地面建筑。墓门向南，由砖砌墓室、甬道和墓道组成。墓室及甬道壁面均涂白灰，绘彩色仿木建筑图和人物图像，墓顶绘星象图。墓内壁画大部分被盗墓者铲除或剥落，仅墓室西侧留下《武吏端斧图》，甬道东侧留下《文吏迎侍图》各一幅。